# Азнакаевский район
Азнака́евский район (тат. Азнакай районы) — административно-территориальная единица и муниципальное образование (муниципальный район) в составе Республики Татарстан Российской Федерации. Находится на юго-востоке региона. На начало 2020 года в районе проживало 60 129 человек. Из них городского населения — 42 647, сельского — 17 482.
Образован 30 октября 1931 года, упразднён 1 февраля 1963 года с передачей территории в состав Альметьевского района. Восстановлен как административная единица 12 января 1965 года в составе ТАССР.
Промышленные предприятия района сосредоточены преимущественно в административном центре городе Азнакаево. Действуют предприятия машиностроения и металлообработки, лёгкой и пищевой промышленности и нефтегазового комплекса — на территории района расположена Азнакаевская площадь Ромашкинского нефтяного месторождения.
В Азнакаевском районе находится самая высокая точка Татарстана — гора Чатыр-Тау (321,7 м над уровнем моря), располагается в одноимённом природном заказнике.

## География

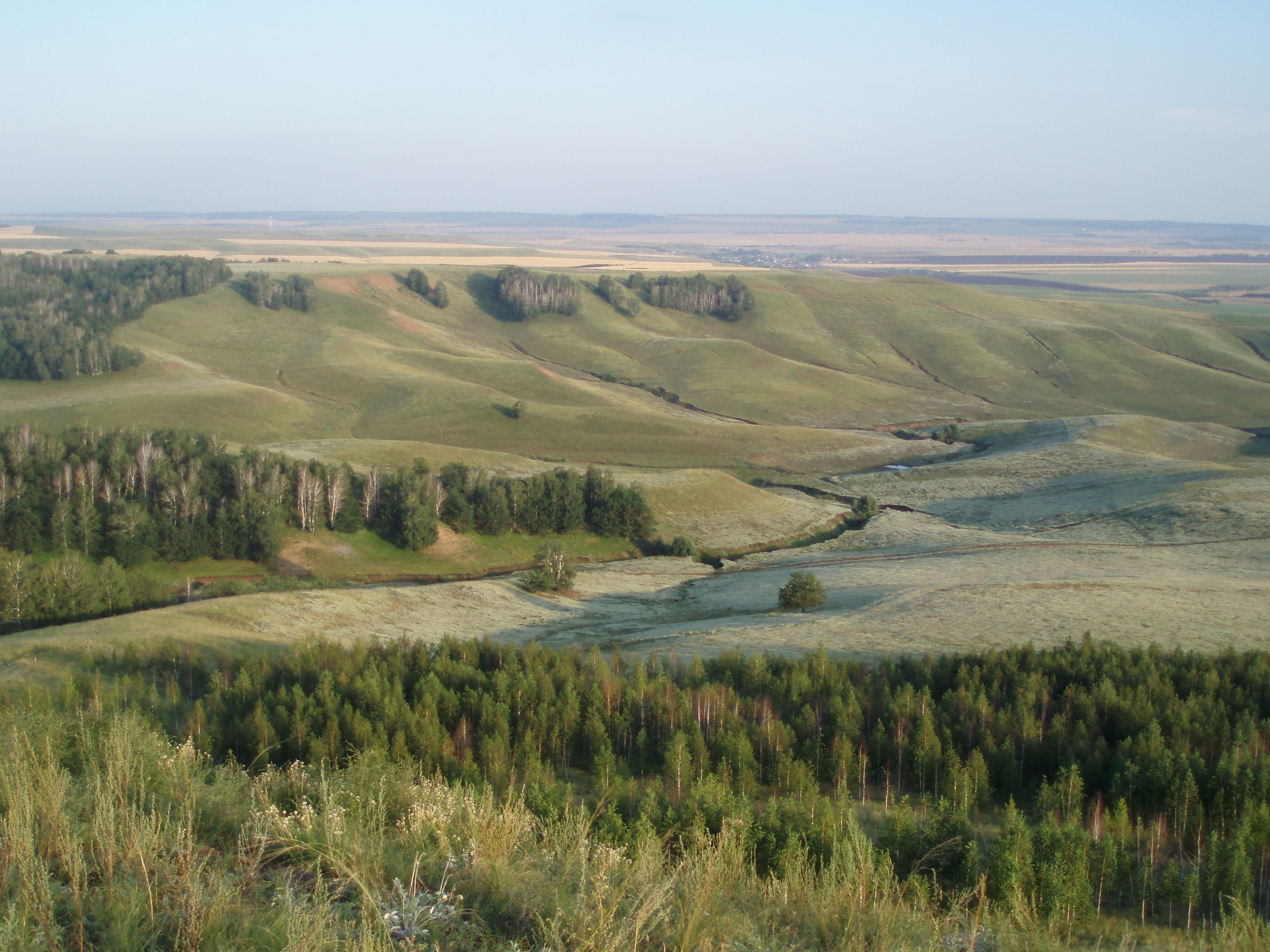
Заказник Чатыр-Тау, 2015 год

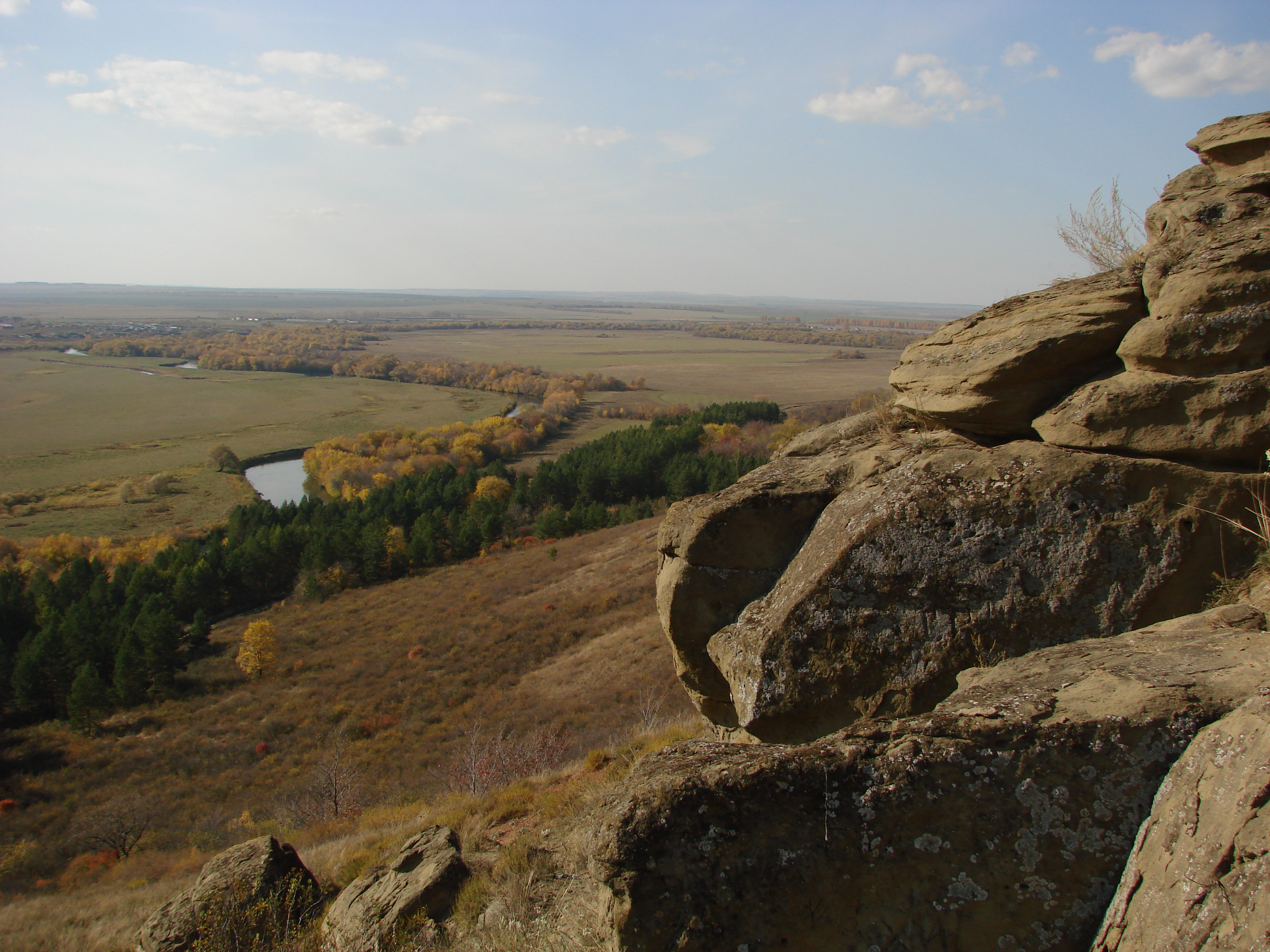
Урочище Чекан, 2008 год

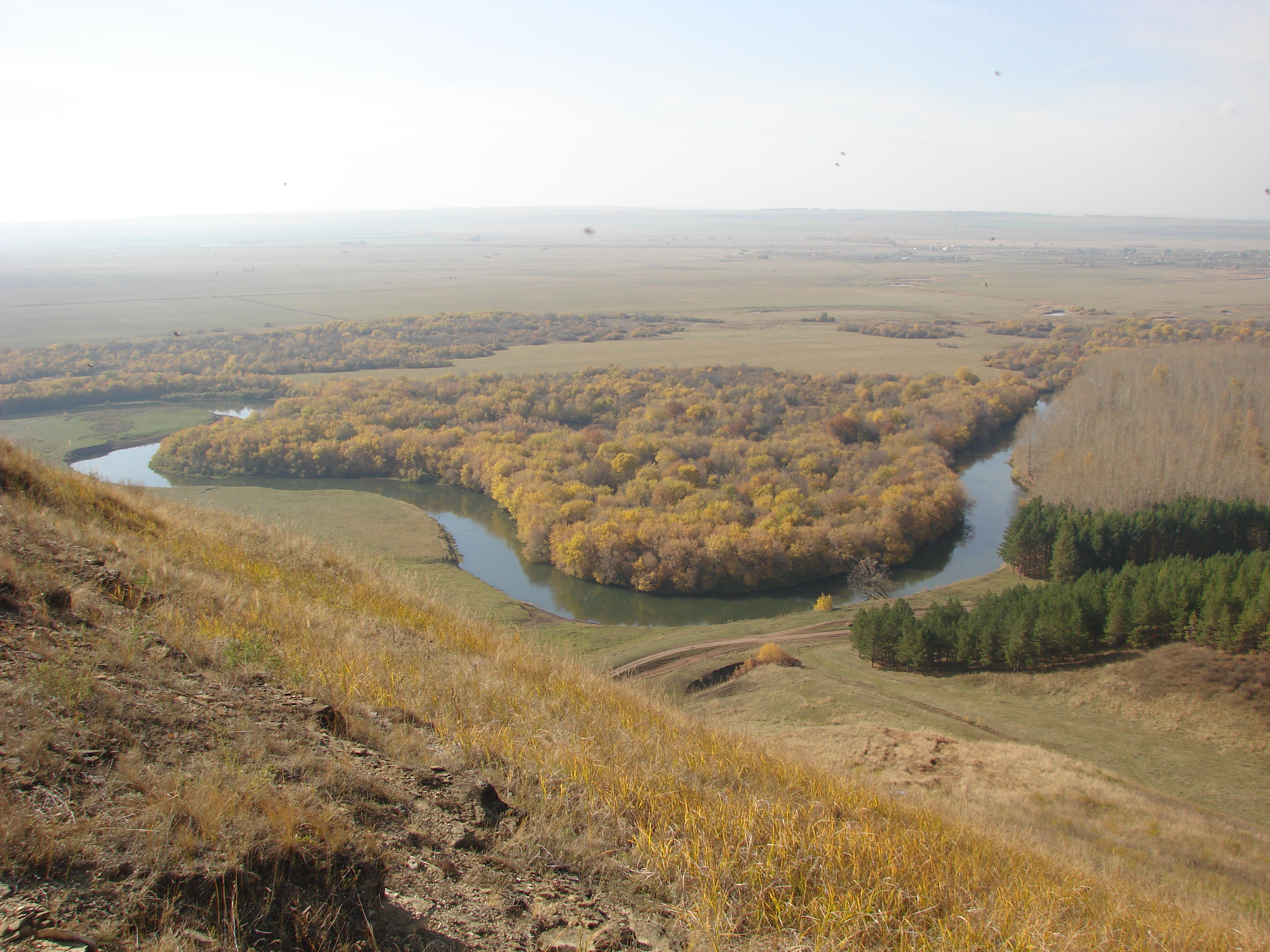
Река Ик, 2008 год

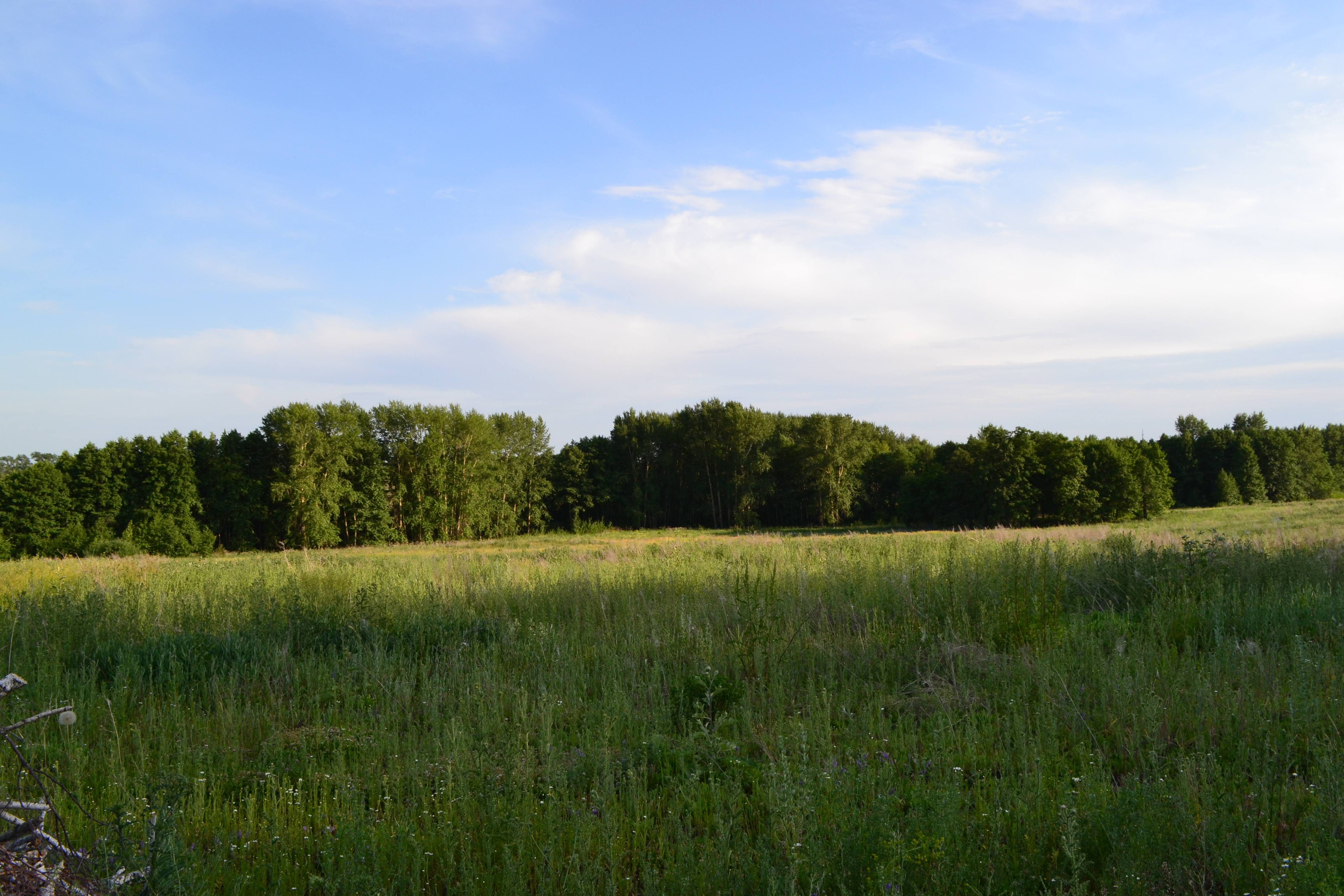
Владимирский склон (Актюбинский массив), 2013 год

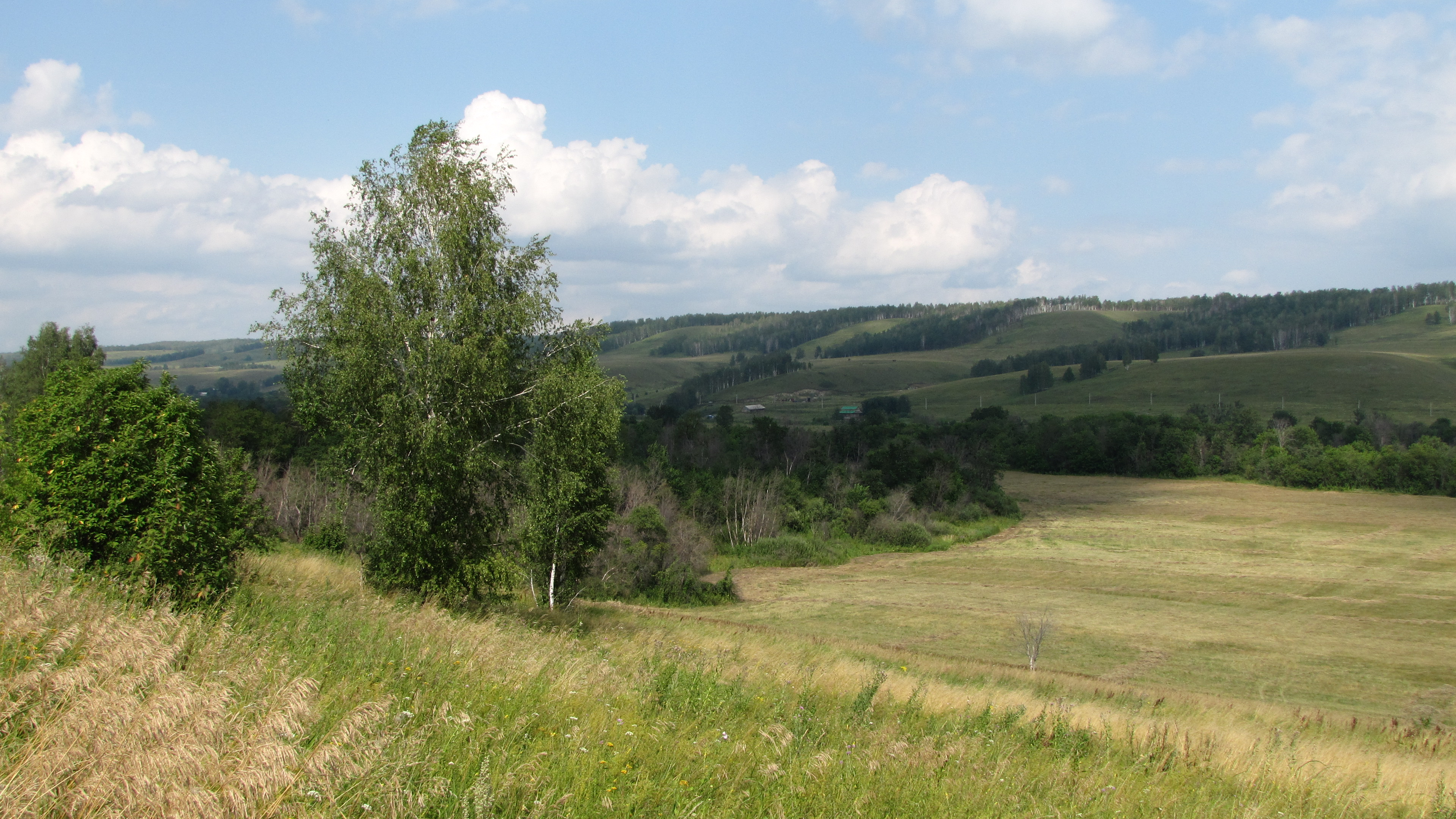
Районные поля

Граничит на севере с Муслюмовским, на северо-западе — с Сармановским, на западе — с Альметьевским, на юге — с Бугульминским и Ютазинским районами республики, а на востоке — с Бакалинским и Шаранским районами Башкортостана.
Район расположен на юго-востоке республики. В природном отношении это часть лесостепной зоны Восточного Закамья. Рельеф региона — возвышенная равнина, характеризуется ярусностью, структурностью и резко выраженной асимметрией склонов. Равнина расположена в преддверии Уральских гор на Бугульминском плато, занимает северо-восток Бугульминско-Белебеевской возвышенности (гора Чатыр-Тау — достопримечательность региона и самая высокая точка Татарстана) и охватывает участок левобережья широкой Икской долины с прилегающим Икско-Заинским водоразделом. Озёра Азнакаевского района: Кизой, Яма.
Площадь района — 2143,3 км², по занимаемой территории он пятый в республике после Мамадышского, Альметьевского, Лаишевского и Нурлатского районов.

## Герб и флаг
|  | В червлёном (красном) поле над окаймленным зеленым холмом серебряный сокол, летящий вправо с воздетыми крыльями и сложенными лапами.Геральдическое описание герба |

Идея герба и авторство принадлежит Тимкину Рафику Анасовичу. Главная фигура герба — сокол, символ энергии, полёта, целеустремлённости, свободы — олицетворяет сам район и его жителей, чёрный силуэт, высоко поднятые крылья птицы в виде стремительно бьющего фонтана символизирует экономическую основу района — нефть, динамическое развитие района, устремлённость в будущее, уверенность в завтрашнем дне. Одновременно летящая птица подчёркивает сохраняющиеся культурные традиции и духовную преемственность многих поколений местных жителей. Серебро — символ чистоты, совершенства, мира и взаимопонимания. Аграрная составляющая экономики региона показана золотой полосой. Зелёный цвет символизирует природу, здоровье, экологию, жизненный роста. Красный — символ труда, силы, мужества, красоты и праздника, показывает Азнакаевский район как один из наиболее развитых промышленных регионов республики.
Флаг Азнакаевского муниципального района разработан на основе герба района и представляет собой прямоугольное полотнище пропорции 2:3, разделённое по горизонтали на три неравных полосы: широкую красную, самую узкую жёлтую и зелёную, что повторяет изображение герба, но земля не искривлена. Созданием флага занимался Геральдический совет при президенте Республики Татарстан совместно с Союзом геральдистов России.

## История

### Этимология
Азнака́ево (тат. Азнака́й) — административный центр Азнакаевского района. Первая часть «Азна-» — из башкирского «Аҙна» (произносится с межзубным «ҙ») — означает «неделя, недельный», также вероятно утраченное значение «пятница». Вторая часть «-кай» — уменьшительно-ласкательный суффикс в башкирском, татарском и чувашском языках.

### Предыстория
Современная область Азнакаевского района исторически была территорией расселения башкир. Здесь расположена группа уникальных для области погребальных памятников археологии XIV века. Это небольшие мусульманские кладбища с каменными надгробиями и надписями на них арабским шрифтом, с глубокими могильными ямами и выраженным мусульманским ритуалом. Они сильно отличаются от типичных для данного ареала захоронений, которые представляют собой грунтовые могильники без надмогильных сооружений, с простыми неглубокими могильными ямами, преобладанием юго-западных ориентировок головы умершего и с явственной фиксацией языческих пережитков в раннемусульманской обрядности. Такие захоронения могут указывать на наличие оседлых этнических групп в этом регионе в XIV веке, однако вблизи кладбищ не было найдено ни одного поселенческого памятника или селища.
С 1918 года после становления Советской власти на территории района появились сельские советы и волостные исполкомы. До 1920 года они входили в состав Бугульминского уезда Самарской губернии и Мензелинского уезда Уфимской губернии. С 1920 по 1930 годы территория значилась в составе Бугульминского кантона Татарской АССР.
23 июля 1930 года все кантоны ТАССР были упразднены, вместо них образованы районы. Местность изначально получила название Тумутукский район, а 30 октября 1931-го его переименовали в Азнакаевский — по названию центра района села Азнакаево. Спустя четыре года в регионе случилась реорганизация районов, среди 17 снова появился Тумутукский, окончательно его упразднили в 1958-м, а территорию передали Азнакаевскому. Азнакаевский район на два года упраздняли в 1963 году, присоединив территории к Альметьевскому. Но уже 12 января 1965-го район был окончательно восстановлен и сохранился в этом статусе и с текущими границами.
Активная индустриализация района началась с освоения Ромашкинского месторождения нефти, часть которого приходилось на Азнакаевскую площадь, стартовавшего в октябре 1950 года. Для разбуривания залежей 7 августа 1951 года была создана Азнакаевская контора бурения. Плановая добыча началась уже в ноябре.

### Современность
С 1992 года по 2005-й главой администрации района и города Азнакаево был народный депутат Татарстана Анас Исхаков. С 2005 года эту должность занимал Мансур Хайрутдинов, назначенный указом президента республики Минтимера Шаймиева, Хайрутдинов долгое время до этого возглавлял Азнакаевское районное потребительское общество.
В 2008 году главой района стал Рафис Галиев, он досрочно ушёл с должности в декабре 2011 года из-за перехода в компанию «Татнефть». Исполнение обязанностей главы района возложили на Марселя Шайдуллина, который стал главой в октябре 2012 года.

## Население

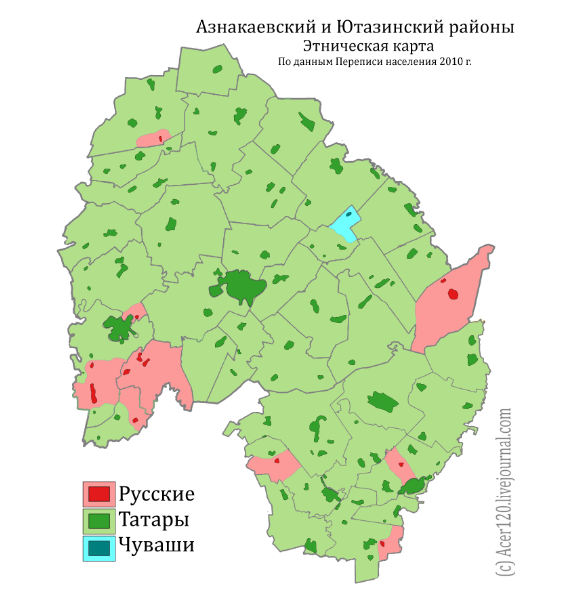
Этническая карта Азнакаевского и Ютазинского районов

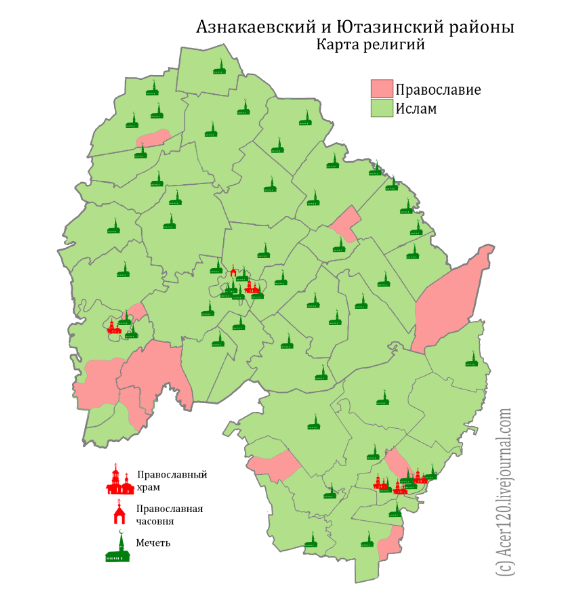
Религиозная карта Азнакаевского и Ютазинского районов

Согласно итогам Всероссийской переписи населения 2020 года (из числа, указавших национальность), татары составляют 87,4 % населения района, русские - 10,6%. 
| 2002    | 2003    | 2004    | 2005    | 2006    | 2007    | 2008    |
| ------- | ------- | ------- | ------- | ------- | ------- | ------- |
| 31 273  | ↘31 100 | →31 100 | ↘30 618 | ↘30 304 | ↘30 033 | ↗64 405 |
| 2009    | 2010    | 2011    | 2012    | 2013    | 2014    | 2015    |
| ↘64 274 | ↗64 547 | ↘64 428 | ↘63 835 | ↘63 548 | ↘63 544 | ↘63 271 |
| 2016    | 2017    | 2018    | 2019    | 2020    | 2021    |         |
| ↘62 994 | ↘62 602 | ↘62 024 | ↘61 069 | ↘60 129 | ↘58 966 |         |

== Муниципально-территориальное устройство ==В Азнакаевском муниципальном районе 2 городских и 26 сельских поселений и 78 населённых пунктов в их составе. В городских условиях (город Азнакаево и пгт Актюбинский) проживают 70,52 % населения района.
В Азнакаевском муниципальном районе 2 городских и 26 сельских поселений и 78 населённых пунктов в их составе. В городских условиях (город Азнакаево и пгт Актюбинский) проживают 70,52 % населения района.
| №        | Муниципальное образование             | Админ. центр         | Количество населённых пунктов | Население | Площадь, км² |
| -------- | ------------------------------------- | -------------------- | ----------------------------- | --------- | ------------ |
| 1e-06    | Городские поселения                   |                      |                               |           |              |
| 1        | город Азнакаево                       | город Азнакаево      | 1                             | ↘33 905   |              |
| 2        | посёлок городского типа Актюбинский   | пгт Актюбинский      | 1                             | ↘7678     |              |
| 2.000002 | Сельские поселения                    |                      |                               |           |              |
| 3        | Агерзинское сельское поселение        | село Агерзе          | 2                             | ↘1133     |              |
| 4        | Алькеевское сельское поселение        | село Алькеево        | 2                             | ↘463      |              |
| 5        | Асеевское сельское поселение          | село Асеево          | 2                             | ↘826      |              |
| 6        | Балтачевское сельское поселение       | село Балтачево       | 1                             | ↘489      |              |
| 7        | Бирючевское сельское поселение        | деревня Бирючевка    | 3                             | ↘350      |              |
| 8        | Вахитовское сельское поселение        | посёлок Победа       | 5                             | ↘1015     |              |
| 9        | Верхнестярлинское сельское поселение  | село Верхнее Стярле  | 2                             | ↘505      |              |
| 10       | Ильбяковское сельское поселение       | село Ильбяково       | 4                             | ↘240      |              |
| 11       | Какре-Елгинское сельское поселение    | село Какре-Елга      | 3                             | ↘714      |              |
| 12       | Карамалинское сельское поселение      | село Карамалы        | 3                             | ↘665      |              |
| 13       | Мальбагушское сельское поселение      | село Мальбагуш       | 5                             | ↘739      |              |
| 14       | Масягутовское сельское поселение      | село Масягутово      | 2                             | ↘334      |              |
| 15       | Микулинское сельское поселение        | село Микулино        | 6                             | ↘518      |              |
| 16       | Сапеевское сельское поселение         | село Сапеево         | 2                             | ↘614      |              |
| 17       | Сарлинское сельское поселение         | село Сарлы           | 3                             | ↘752      |              |
| 18       | Сухояшское сельское поселение         | село Большой Сухояш  | 4                             | ↘658      |              |
| 19       | Татарско-Шуганское сельское поселение | село Татарский Шуган | 1                             | ↘356      |              |
| 20       | Тойкинское сельское поселение         | село Тойкино         | 3                             | ↘499      |              |
| 21       | Тумутукское сельское поселение        | село Тумутук         | 3                             | ↘1699     |              |
| 22       | Уразаевское сельское поселение        | село Уразаево        | 1                             | ↘637      |              |
| 23       | Урманаевское сельское поселение       | село Урманаево       | 2                             | ↘770      |              |
| 24       | Урсаевское сельское поселение         | село Урсаево         | 2                             | ↘832      |              |
| 25       | Учаллинское сельское поселение        | село Учалле          | 4                             | ↘361      |              |
| 26       | Чалпинское сельское поселение         | село Чалпы           | 4                             | ↘1006     |              |
| 27       | Чемодуровское сельское поселение      | село Чемодурово      | 3                             | ↘528      |              |
| 28       | Чубар-Абдулловское сельское поселение | село Чубар-Абдуллово | 4                             | ↘779      |              |

| №  | Населённый пункт | Тип     | Население | Муниципальное образование             |
| -- | ---------------- | ------- | --------- | ------------------------------------- |
| 1  | Агерзе           | село    | ↘420      | Агерзинское сельское поселение        |
| 2  | Агирово          | деревня | ↘43       | Тумутукское сельское поселение        |
| 3  | Азнакаево        | город   | ↘33 905   | город Азнакаево                       |
| 4  | Актюбинский      | пгт     | ↘7678     | посёлок городского типа Актюбинский   |
| 5  | Александровка    | деревня | ↘14       | Микулинское сельское поселение        |
| 6  | Алферовка        | деревня | ↘38       | Чемодуровское сельское поселение      |
| 7  | Алькеево         | село    | ↘434      | Алькеевское сельское поселение        |
| 8  | Асеево           | село    | ↘412      | Асеевское сельское поселение          |
| 9  | Балан-Буляк      | деревня | ↘81       | Чалпинское сельское поселение         |
| 10 | Баланлы          | посёлок | →2        | Бирючевское сельское поселение        |
| 11 | Балтачево        | село    | ↘473      | Балтачевское сельское поселение       |
| 12 | Банки-Сухояш     | деревня | ↘95       | Сухояшское сельское поселение         |
| 13 | Бирючевка        | деревня | ↘307      | Бирючевское сельское поселение        |
| 14 | Благодатный      | посёлок | ↘181      | Микулинское сельское поселение        |
| 15 | Большой Сухояш   | село    | ↘357      | Сухояшское сельское поселение         |
| 16 | Буляк            | село    | ↘200      | Сарлинское сельское поселение         |
| 17 | Буралы           | село    | ↘287      | Чубар-Абдулловское сельское поселение |
| 18 | Верхнее Стярле   | село    | ↘444      | Верхнестярлинское сельское поселение  |
| 19 | Владимировка     | деревня | ↘6        | Микулинское сельское поселение        |
| 20 | Дмитриевка       | деревня | ↘25       | Микулинское сельское поселение        |
| 21 | Елга Баш         | деревня | →1        | Мальбагушское сельское поселение      |
| 22 | Загорье          | посёлок | ↘63       | Вахитовское сельское поселение        |
| 23 | Заречье          | посёлок | ↘40       | Вахитовское сельское поселение        |
| 24 | Ильбяково        | село    | ↘189      | Ильбяковское сельское поселение       |
| 25 | Ирекле           | деревня | ↗27       | Ильбяковское сельское поселение       |
| 26 | Ирекле           | деревня | ↘139      | Чалпинское сельское поселение         |
| 27 | Какре-Елга       | село    | ↘524      | Какре-Елгинское сельское поселение    |
| 28 | Каменка          | деревня | ↘9        | Мальбагушское сельское поселение      |
| 29 | Камышлы          | село    | ↘56       | Чалпинское сельское поселение         |
| 30 | Камышлы-Куль     | посёлок | ↗51       | Тойкинское сельское поселение         |
| 31 | Карамалы         | село    | ↘473      | Карамалинское сельское поселение      |
| 32 | Карамалы-Елга    | деревня | ↗36       | Тойкинское сельское поселение         |
| 33 | Катимово         | деревня | ↘113      | Какре-Елгинское сельское поселение    |
| 34 | Кзыл-Юлдуз       | посёлок | ↘2        | Учаллинское сельское поселение        |
| 35 | Константиновка   | деревня | ↘1        | Вахитовское сельское поселение        |
| 36 | Кук-Тяка         | село    | ↘208      | Тумутукское сельское поселение        |
| 37 | Курай Елга       | деревня | →25       | Сухояшское сельское поселение         |
| 38 | Кызыл Сукачы     | село    | ↘23       | Алькеевское сельское поселение        |
| 39 | Мальбагуш        | село    | ↘451      | Мальбагушское сельское поселение      |
| 40 | Маняуз           | деревня | ↗624      | Агерзинское сельское поселение        |
| 41 | Масягутово       | село    | ↘324      | Масягутовское сельское поселение      |
| 42 | Мачаклы-Баш      | деревня | ↗53       | Сапеевское сельское поселение         |
| 43 | Микулино         | село    | ↘258      | Микулинское сельское поселение        |
| 44 | Митрофановка     | деревня | ↘12       | Чубар-Абдулловское сельское поселение |
| 45 | Митряево         | село    | ↘248      | Асеевское сельское поселение          |
| 46 | Муслюмово        | деревня | ↘144      | Урсаевское сельское поселение         |
| 47 | Мяндей           | деревня | ↘172      | Чубар-Абдулловское сельское поселение |
| 48 | Нижнее Стярле    | деревня | ↘65       | Верхнестярлинское сельское поселение  |
| 49 | Нижнее Якеево    | село    | ↘228      | Мальбагушское сельское поселение      |
| 50 | Нижний Сухояш    | деревня | ↘74       | Сухояшское сельское поселение         |
| 51 | Нижняя Соколка   | деревня | ↘3        | Бирючевское сельское поселение        |
| 52 | Октябрь-Буляк    | деревня | ↘80       | Карамалинское сельское поселение      |
| 53 | Первое Мая       | посёлок | ↘179      | Урманаевское сельское поселение       |
| 54 | Победа           | посёлок | ↘600      | Вахитовское сельское поселение        |
| 55 | Сапеево          | село    | ↘607      | Сапеевское сельское поселение         |
| 56 | Сарлы            | село    | ↘335      | Сарлинское сельское поселение         |
| 57 | Суюндук          | деревня | ↘117      | Сарлинское сельское поселение         |
| 58 | Таллы-Буляк      | деревня | ↘159      | Карамалинское сельское поселение      |
| 59 | Танаевка         | посёлок | ↗2        | Мальбагушское сельское поселение      |
| 60 | Тархан           | деревня | ↗17       | Ильбяковское сельское поселение       |
| 61 | Татарский Шуган  | село    | ↘312      | Татарско-Шуганское сельское поселение |
| 62 | Текмале          | деревня | ↘27       | Учаллинское сельское поселение        |
| 63 | Тетвель          | деревня | ↘14       | Чемодуровское сельское поселение      |
| 64 | Тойкино          | село    | ↘396      | Тойкинское сельское поселение         |
| 65 | Тумутук          | село    | ↘1094     | Тумутукское сельское поселение        |
| 66 | Тырыш            | посёлок | ↗52       | Ильбяковское сельское поселение       |
| 67 | Уразаево         | село    | ↗708      | Уразаевское сельское поселение        |
| 68 | Урманаево        | село    | ↘556      | Урманаевское сельское поселение       |
| 69 | Урсаево          | село    | ↘537      | Урсаевское сельское поселение         |
| 70 | Учалле           | село    | ↘234      | Учаллинское сельское поселение        |
| 71 | Чалпы            | село    | ↘581      | Чалпинское сельское поселение         |
| 72 | Чекан            | село    | ↘237      | Вахитовское сельское поселение        |
| 73 | Чемодурово       | село    | ↘366      | Чемодуровское сельское поселение      |
| 74 | Чубар-Абдуллово  | село    | ↘321      | Чубар-Абдулловское сельское поселение |
| 75 | Юлдуз            | село    | ↘1        | Микулинское сельское поселение        |
| 76 | Якты-Куль        | деревня | ↘61       | Учаллинское сельское поселение        |
| 77 | Якты-Юл          | посёлок | ↘21       | Какре-Елгинское сельское поселение    |
| 78 | Якши-Бай         | деревня | ↗73       | Масягутовское сельское поселение      |

Населённые пункты, находящиеся в отдалённых или труднодоступных местностях: Балан-Буляк, Банки-Сухояш, Буляк, Ирекле, Камышлы, Камышлы-Куль, Карамалы-Елга, Катимово, Муслюмово, Мяндей, Нижний Сухояш, Октябрь-Буляк, Таллы-Буляк.
Упразднённые населённые пункты:
- 2005 год — деревня Зирекле Елга и поселок Холмовка[46]

## Экономика

### Промышленность
В Азнакаевском районе расположена значительная часть Ромашкинского нефтяного месторождения, которая выделена в самостоятельный объект разработки — Азнакаевскую площадь. Промышленные предприятия района сосредоточены преимущественно в административном центре — городе Азнакаеве. Там действуют предприятия нефтегазового комплекса, машиностроения и металлообработки, лёгкой и пищевой промышленности.

### Сельское хозяйство
Районное сельское хозяйство ориентировано на отрасли животноводства: молочно-мясное скотоводство, овцеводство, пчеловодство. Также здесь возделываются яровая пшеница, озимая рожь, ячмень, гречиха, горох, кукуруза, рапс, подсолнечник. Общая площадь района 159 370 га, из них сельхозугодиями занято 148 893 га, пашни занимают 114 471 га.
В 2007 году Азнакаевский район занимал ведущее место в Татарстане по валовому производству и экономическим показателям гречиховодства в Татарстане. По состоянию на октябрь 2020 года в районе было засеяно почти 23 тыс. га озимых культур. В 2020-м район также занимал лидирующее положение объёму выращиваемого рапса: площадь данной технической культуры составляет более 19 тыс. га.
Азнакаевский район занимает шестое место по производству молока в Республике: ноябрьский надой 2020-го в районе составляет 142,7 т в день (в среднем 18,4 кг на одну корову) — это на 9,7 т больше, чем за аналогичный период 2019 года.

### Инвестиционный потенциал
Согласно оценке Комитета по социально-экономическому мониторингу Республики Татарстан, объём инвестиций в основной капитал Азнакаевского района в январе-июне 2020 года составил почти 1,8 млрд рублей, или 0,8 % от общего объёма инвестиций в Татарстане.
Согласно отчёту Федеральной службы госстатистики республики, за 2019-й год в Азнакаевский район было привлечено 4,3 млрд рублей инвестиций (кроме бюджетных средств и доходов от субъектов малого предпринимательства), что составило 1,2 % от общерегиональной доли. В 2018-м сумма была практически такой же — 4,2 млрд.
По направленности инвестиций лидирует добыча полезных ископаемых (почти 1 млрд рублей), строительство (почти 46 млн), электроэнергия (9,5 млн), развитие с/х, охоты и рыбалки (7,8 млн), обрабатывающее производство (4,5 млн), здравоохранение (4,2 млн), торговля (3,5 млн) и другие сферы

### Жилищный фонд
|                                           | 2018 год | 2018 год | 2018 год  | 2018 год | 2019 год | 2019 год | 2019 год  | 2019 год | 2020 год (январь-июнь) | 2020 год (январь-июнь) | 2020 год (январь-июнь) | 2020 год (январь-июнь) |
| ----------------------------------------- | -------- | -------- | --------- | -------- | -------- | -------- | --------- | -------- | ---------------------- | ---------------------- | ---------------------- | ---------------------- |
| м²                                        | %        | в РТ     | в РТ      | м²       | %        | в РТ     | в РТ      | м²       | %                      | в РТ                   | в РТ                   |                        |
| м²                                        | %        | м²       | % района  | м²       | %        | м²       | % района  | м²       | %                      | м²                     | % района               |                        |
| Всего                                     | 21 912   | 100      | 2 409 949 | 0,91     | 22 362   | 100      | 2 675 529 | 0,84     | 10 614                 | 100                    | 1 353 428              | 0,78                   |
| В том числе предприятиями и организациями | 9 443    | 43,1     | 1 301 195 | 0,73     | 1294     | 5,79     | 1 569 808 | 0,08     | -                      | -                      | 551 485                | -                      |
| В том числе населением                    | 12 469   | 56,9     | 1 108 754 | 1,12     | 21 068   | 94,21    | 1 105 721 | 1,91     | 10 614                 | 100                    | 801 943                | 1,32                   |

### Транспорт
Основные автодороги района: Набережные Челны (М7) — Азнакаево — Октябрьский (М5), 16К-0077 «Азнакаево — Альметьевск», 16К-0078 «Азнакаево — Бугульма».
Железных дорог в районе нет. Недалеко от юго-западной границы расположен Бугульминский аэропорт.

## Экология

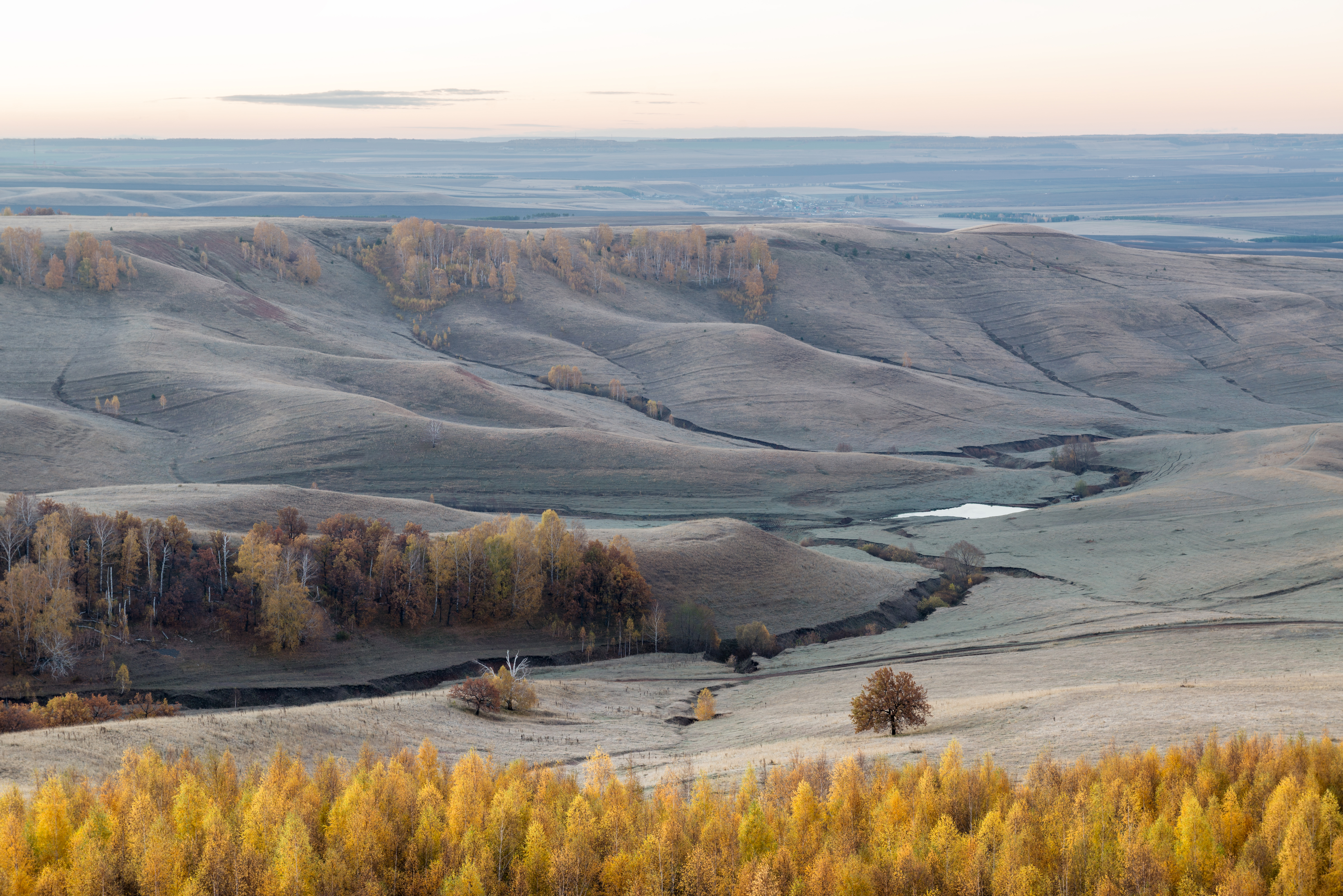
Природный заказник Чатыр-Тау

Общая протяжённость рек в пределах района — 780 км. Наиболее крупной и главной артерией региона является приток Камы, река Ик, длина в пределах района — 65 км, её притоки — реки Стярле (длиной 54 км) и Мелля (36 км). Ик и Стярле относятся к памятникам природы регионального значения. На пойме Ика много озёр, преимущественно старичного типа, на надпойменных террасах встречаются озера карстового происхождения, к ним относится озеро Большой Кизай.
Территория района находится в лесостепной зоне. Здесь широколиственные леса чередуются с фрагментами остепнённых лугов и луговых степей. Преобладают обычные для Закамья кленово-липово-дубовые, а также осиново-берёзовые леса с примесью широколиственных пород. Основные массивы прорастают на западе района в левобережной части бассейна реки Мелля, на правобережье реки Ик у юго-восточной границы района. Общая лесистость территории составляет 16,8 %. Степная растительность представлена травянистыми ассоциациями из типчака, ковылей, мятлика и красочного разнотравья. В животном мире района присутствуют представители лесных, степных и околоводных участков. Из птиц наиболее часто встречаются каменка обыкновенная, трясогузка жёлтая, овсянка обыкновенная, зяблик, конёк лесной, из млекопитающих — полёвка рыжая, мышь желтогорлая, заяц-беляк, заяц-русак, лисица, сурок-байбак, лось, горностай, кабан, косуля, куница.
Самой крупной охраняемой природной территорией площадью 4149 га в Азнакаевском районе является Государственный природный заказник регионального значения комплексного профиля «Чатыр-Тау» с одноимённой горой высотой 321,7 м над уровнем моря.
В районе также расположен природный памятник — урочище Чекан. Это сосновый лес площадью 2073 га на правобережье реки Ик с богатым подлеском из низкого миндаля, степной вишни, красильного дрока и шиповника. Здесь встречаются редкие виды растений: копеечник крупноцветковый, бедренец известколюбивый, ковыли Лессинга, скабиоза исетская, перловник высокий; насекомых: пчела-плотник, муравей-жнец, адмирал, ленточница голубая; птиц: могильник, пустельга степная, дербник, щурка золотистая.
Другой государственный природный заказник «Владимирский склон» находится на правом береге реки Ямашка, там сохранились участки разнотравно-типчаковой и злаково-ковыльной степи с самой крупной популяцией адониса весеннего и набором луговых, степных растений и насекомых, занесённых в Красную книгу Татарстана.
В 1978 году для охраны сурка-байбака создали Азнакаевский охотничий заказник площадью 30 тысяч га. Помимо сурка там обитают лось, кабан, косуля, глухарь и куропатка серая.
В сентябре 2020 года памятником природы регионального значения признали Долину Мануяз около одноимённой деревни. Площадь долины — 9,7 га. На территории заказника обитают занесённые в Красную книгу животные: заяц-русак, хорь степной, перепел, могильник.
| - Река Ик - Фауна реки Ик - Зимний Чатыр-Тау |

## Социальная сфера
В 2020 году в районе числилось 56 детских садов, 32 школы, три учреждения дополнительного образования, 13 общеобразовательных школ с 13 филиалами, из них 11 с татарским языком обучения, 12 — с русским. В районе имеется гимназия, школа с углублённым изучением английского языка и лицей. Для детей с ограниченными возможностями здоровья функционируют две коррекционные школы.
Районная сеть учреждений культуры представлена 45 Домами культуры, тремя сельскими клубами, районно-городским Дворцом культуры, Дворцом имени Гагарина в посёлке городского типа Актюбинский, 33 библиотеками, двумя детские школы искусств, Тумутукской детской музыкальной школой, двумя автоклубами, агиткультбригадой. В Азнакаево функционирует краеведческий музей и числится 16 народных коллективов художественного творчества. В районе расположено 48 мечетей, православный храм преподобного Сергия Радонежского в Актюбинске и православный приход Казанской иконы Божией Матери Азнакаево.
Медицинское обслуживание осуществляет Азнакаевская центральная районная больница на 211 стационарных мест. Поликлиника оборудована рентгенкабинетами, флюорографическими и УЗИ-кабинетами, клинической, биохимической, цитологической, бактериологической лабораториями и другим оборудованием.
В районе с 1930 года издаётся газета «Маяк» на татарском и русском языках (историческое название «Трактор», потом — «Коммуна»). Редакцию закрывали в начале 1962-го и восстановили уже в 1965 году.